# Stow-on-the-Wold
Stow-on-the-Wold – miasto i civil parish w Wielkiej Brytanii, w południowej Anglii, w hrabstwie Gloucestershire, położone na wzgórzach Cotswolds. W 2001 roku liczba mieszkańców miasta wynosiła 2074.